# Nancy Sandars
Nancy Katharine Sandars (29 de junio de 1914 - 20 de noviembre de 2015) fue una arqueóloga y prehistoriadora británica. Como investigadora independiente —nunca fue académica universitaria— escribió varios libros y una traducción popular de la Epopeya de Gilgamesh.

## Primeros años y educación
Sandars nació el 29 de junio de 1914 en The Manor House, Little Tew, Oxfordshire, Inglaterra. Sus padres eran el teniente coronel Edward Sandars y Gertrude Sandars (de soltera Phipps): su padre era un oficial del ejército británico que había servido en la guerra bóer y durante la Primera Guerra Mundial, y su madre sirvió en el Voluntary Aid Detachment. A través de su madre, era descendiente de James Ramsay, el activista antiesclavista del siglo XVIII.
Sandars fue educada en casa por una institutriz en sus primeros años, y luego en la Wychwood School, una escuela independiente para chicas en Oxford. Era una niña enfermiza, enferma de tuberculosis, que le afectó a los ojos, pero fue tratada con éxito en un sanatorio de Suiza. Como su educación se vio interrumpida por la enfermedad, abandonó la escuela sin ningún título.
Tras el final de la Segunda Guerra Mundial, Sandars decidió asistir a la universidad. Sin título escolar, tuvo que hacer el London Matric; lo aprobó y, por lo tanto, estuvo capacitada para estudiar en la Universidad de Londres. En 1947 ingresó en el Instituto de Arqueología para cursar un diploma de postgrado en arqueología de Europa Occidental. El curso abarcaba los periodos paleolítico y de la Edad del Hierro, así como la arqueología de los celtas. Le llevó tres años completar el diploma debido a periodos de enfermedad.
Sandars pasó un año en la Escuela Británica de Atenas. A continuación, realizó una investigación de posgrado en el St Hugh's College de Oxford. Trabajó con Christopher Hawkes, entonces catedrático de Prehistoria Europea. Se graduó en la Universidad de Oxford con una licenciatura en Letras (BLitt). Su tesis para el BLitt fue editada y se convirtió en su primer libro, Bronze Age Cultures in France.

## Carrera arqueológica
Sandars participó en su primera excavación arqueológica en la década de 1930, después de que su hermana la presentara a Kathleen Kenyon. En 1939, Nancy se unió a Kenyon para trabajar en su excavación de un castro de la Edad del Hierro en The Wrekin, Shropshire. También había planeado unirse a una excavación en Normandía dirigida por Mortimer Wheeler, pero el estallido de la Segunda Guerra Mundial lo impidió. En lugar de ello, fue a Londres con Kenyon y ayudó a trasladar los objetos del Instituto de Arqueología a su sótano para protegerlos.

Recuerdo que me situé en lo alto de la escalera y lancé ollas y tiestos a Kath que estaba en la parte inferior para que los pusiera en cajas de embalaje. Era una buena receptora y creo que no hubo ninguna baja.

—Sandars describiendo el traslado de artefactos en el Instituto de Arqueología durante la Segunda Guerra Mundial

En 1952, Sandars viajó a Grecia para trabajar en una excavación en la isla de Quíos. Esta excavación fue dirigida por Sinclair Hood; Sandars y Hood habían estudiado juntos, estando ambos en el Instituto de Arqueología en 1947.
Como parte de su investigación, Sandars emprendió varios viajes para explorar yacimientos arqueológicos por toda Europa. En 1954 recorrió Grecia, visitando Atenas y Creta. En 1958, volvió a recorrer Grecia y también Turquía en el marco de sus investigaciones sobre la Edad de Bronce del Egeo; la acompañaron el antropólogo John Campbell y la arqueóloga clásica Dorothea Gray. En 1960, viajó a Rumanía y Bulgaria con Stuart Piggott, Terence Powell y John Cowen. Había recibido una beca del St Hugh's College de Oxford (su alma mater) para investigar el neolítico europeo. Como estos países se encontraban tras el Telón de Acero, que pocos europeos occidentales habían podido cruzar, tuvo que informar al Ministerio de Asuntos Exteriores cuando regresó a Inglaterra.
Sandars tradujo la Epopeya de Gilgamesh del cuneiforme al inglés en la década de 1950 y fue publicada por Penguin Books en 1960. Su traducción en prosa fue muy popular y vendió más de un millón de ejemplares.

## Servicio militar
Sandars comenzó la Segunda Guerra Mundial como pacifista; había sido influenciada por la poesía de Wilfred Owen y sus recuerdos de la Primera Guerra Mundial. Durante los primeros meses de la guerra fue enfermera voluntaria en varios hospitales de Oxfordshire.
La actitud de Sandars cambió después de experimentar el Blitz y tras la caída de Francia en junio de 1940. Después de este cambio de perspectiva, se convirtió en motociclista del ejército y, más tarde, participó en trabajos de inteligencia clandestinos antes de proseguir su interés en la arqueología previo a la guerra.

## Honores
El 2 de mayo de 1957, Sandars fue elegida miembro de la Society of Antiquaries of London (FSA). En 1984, fue elegida miembro de la Academia Británica (FBA).